# Dasysyrphus pinastri
Dasysyrphus pinastri es una especie de sírfido. Se distribuyen por el Holártico, en Eurasia y Groenlandia.